# 阿格妮丝山
阿格妮丝山（Mons Agnes ）是月球上的一座山丘，位于幸福湖中月面坐标为北纬18.66°、东经5.34°的撞击坑状特征-艾娜月坑(Ina)内。该山丘最大宽度约650米（它是截止2014年月球上所有已命名山脉中最小的）)，而高度更难确定：阿波罗15号的图像确认的高度约为30米，但基于月球勘测轨道飞行器照片的最新地图，给出的高度大约只有10米。
阿格妮丝山（及艾娜月坑中所有山丘）是1971年阿波罗15号从月球轨道上所拍摄照片中发现的 。1974年在美国宇航局发布的影象地图中首次出现了它的名称-希腊女性名阿格妮丝。1979年该名称（隶属术语-“山脉”）被国际天文学联合会采纳。
阿格尼丝山是艾娜月坑内几十座类似山丘的特征之一（但是最大的一个）。它们以及整个艾娜陨坑的起源，现在仍是个谜。